# Reichsbürger-bevægelsen
Reichsbürger-bevægelsen (på dansk: Rigsborger) er en tysk bevægelse der ønsker et Tyskland som det tidligere Deutsches Reich, der udgjorde Tyskland fra 1871 til afslutningen på Anden Verdenskrig i 1945.
Bevægelsens tilhængere er af den opfattelse, at lovgivning fra det Tyske Kejserrige og Nazi-Tyskland stadigvæk gælder og at den nuværende tyske stat ikke er legitim. På den baggrund nægter medlemmer og nægter på den baggrund blandt andet at betale skat.
Bevægelsen er blevet beskrevet som den tyske pendant til den amerikanske sovereign citizen-bevægelse.

## Struktur
Bevægelsen er ikke en egentlig samlet bevægelse, men består af en række grupper og organisationer samt individer i hele Tyskland med mere eller mindre løse tilknytninger. Den er mest aktiv i de østlige og sydlige dele af landet.
I 2016 vurderede den tyske indenrigsefterretningstjeneste, BfV, i en rapport, at Reichsbürger-bevægelsen talte 10.000 tilhængere. Det antal er kun vokset siden. Allerede to år efter lød tjenestens vurdering, at bevægelsen tæller 18.000 personer, hvilket svarer til en stigning på 80 pct. I 2023 lød tallet på 25.000.

## Historie
Grundlaget for Reichsbürger-bevægelsen blev i 1985, da den østtyske tidligere jernbanearbejder Wolfgang Ebel erklærede sig fuldmægtig og repræsentant for den "kommisariske rigsregering", hvorefter han i årtier producerede og solgte falske statsdokumenter. Siden er bevægelsen vokset og spredt til store dele af landet.
I 2016 skød og sårede Reichsbürger-aktivist og tidligere vinder af skønhedskonkurrencen Mr. Germany Adrian Ursache to politibetjente i Bayern. Skudvekslingen fandt sted under tvangsrydningen af en landejendom, som aktivisten få år før havde udråbt som en uafhængig stat. Ursache blev idømt 7 års fængsel i 2019 og løsladt igen i 2024.
Bevægelsen opnåede bredere kendskab samme år, da en tysk mand skød og dræbte en politibetjent og sårede to andre i forbindelse med en razzia i hans hjem. Her blev flere skydevåben i øvrigt beslaglagt. Gerningsmanden blev i 2019 idømt livslangt fængsel.
Den tyske regering forbød i marts 2020 to grupper med forbindelse til bevægelsen. Samme morgen førte en razzia hos 21 ledende medlemmer af bevægelsen i 10 tyske delstater til beslaglæggelsen af våben, propaganda og narkotika.
Bevægelsen er vokset betydeligt de sidste 10 år. Flere peger på, at bevægelsen har mødt stigende tilslutning siden COVID-epidemien, hvor tilhængere af anti-vaccinegruppen Querdenker har nærmet sig Reichsbürgerne og har radikaliseret hinanden indbyrdes.
Den 7. december 2022 blev 25 personer anholdt i forbindelse med en sag om et planlagt kupforsøg rettet mod den tyske stat. Anholdelsesaktionen omfattede 3.000 betjente på 150 lokationer i Tyskland, samt i Østrig og Italien. De anholdte kupmagere skulle angiveligt have planlagt at angribe på den tyske Forbundsdag og tage parlamentsmedlemmer som gidsler med det formål at tage kontrol med landet. Magten skulle efter planen gives til den adelige Heinrich XIII Prinz Reuß (de). Blandt de anholdte var også medlem af Forbundsdagen for Alternative für Deutschland, Birgit Malsack-Winkemann, der angiveligt skulle have fået posten som landets nye justitsminister.
13. maj 2025 forbød den tyske regering det såkaldte Königreich Deutschland (Kongeriget Tyskland), en Reichsbürger-gruppe med den tidligere kok og karatetræner Peter Fitzek i spidsen. Samme morgen anholdt det tyske politi under en større politiaktion Peter Fitzek og yderligere tre personer.